# The Album (Caravan)
The Album  is het vijftiende album van de Britse progressieve rockband Caravan.

## Tracklist
1. Heartbreaker – 3:37 (Pye Hastings)
2. Corner of Me Eye – 3:38 (GR)
3. Watcha Gonna Tell Me – 5:48 (David Sinclair)
4. Piano Player – 5:23 (David Sinclair /J.Murphy)
5. Make Yourself at Home – 3:27 (David Sinclair)
6. Golden Mile – 3:10 (J.Atkinson)
7. Bright Shiny Day – 6:18 (Pye Hastings)
8. Clear Blue Sky – 6:25 (GR)
9. Keepin' Up de Fences – 5:18 (Pye Hastings)

Op de heruitgave in 2004 staan twee extra tracks:
1. Heatbreaker (single editie)
2. It's Never Too Late (Pye Hastings)

## Bezetting
- Pye Hastings – zang, gitaar
- Richard Coughlan – drums
- David Sinclair – keyboards
- Dek Messecar – basgitaar, zang
- Geoff Richardson – altviool, gitaar, dwarsfluit, zang